# 곽용섭
곽용섭(郭勇燮, 1983년 2월 3일 ~ )은 전 KBO 리그 두산 베어스의 내야수이다.

## 삼성 라이온즈시절
2003년 청원고등학교를 졸업하고 2차 2순위(전체 15위) 지명으로 삼성 라이온즈에 입단하였다. 1군에서의 별다른 활약을 보여 주지 못한 채 2005년 시즌 후 경찰 야구단에 입대하였고 최형우와 함께 경찰 야구단을 이끌기도 했다. 경찰 야구단 시절 2007년 2군 북부리그 홈런왕에 올랐다. 제대 후 2008년에 삼성에 복귀했으나 어깨 통증으로 1군 경기에 나오지 못했다.

## LG 트윈스시절
2008 시즌이 끝나고 방출당한 후, 박종호 등과 함께 LG 트윈스로 이적했다. 삼성 시절에는 1군에서 안타를 기록하지 못했고 2009년 9월 16일 잠실 SK 와이번스전 연장 12회 말에 1군 무대 첫 안타를 비로소 기록하였다. 이 안타로 그 전에 이미 출루하였던 박용택이 곽용섭의 안타 이후 진루하고 뒤이어 나온 게리 글로버의 폭투로 박용택이 점수를 기록하여 극적인 무승부를 이루는 데 기여하였다. 이 무승부는 KIA 타이거즈와 막판 순위 경쟁을 벌였던 SK 와이번스에게 2009 페넌트레이스에서 뼈아픈 무승부가 되었다. 2010 시즌 후 LG에서도 방출되었다. 그 후 2012년 두산 베어스에 신고선수로 입단하였다.

## 출신학교
- 서울쌍문초등학교
- 신일중학교
- 제물포고등학교 → 청원고등학교(전학)